# Poseek
Poseek (Hebreeuws: פוסק, mv. poskiem, פוסקים) is de benaming voor een "wettelijk beslisser" in de joodse wetgeving - een rabbijn die in de joodse wetgeving (Halacha) over het vonnis beslist wanneer vorige autoriteiten niet tot een beslissing zijn gekomen. 
Een poseek dient vaak als een Dajan (rechter) bij een Beet Dien (joods gerechtshof).
Het besluit van een poseek staat ook wel bekend als psak din of psak halacha ("wetsbesluit"; mv. piskee dien, piskee halacha) of simpelweg "psak". In het Hebreeuws betekent de stam van het woord 'פסק' letterlijk "stoppen"; de posek brengt het wettelijke proces tot een eind. Piskee dien worden in het algemeen opgenomen in de zogenaamde responsa-literatuur.